# Tjongerschans
De Tjongerschans is een voormalig ziekenhuis in de plaats Heerenveen. Op 1 januari 2025 fuseerde het met het Medisch Centrum Leeuwarden tot het Frisius MC.

## Geschiedenis
Op 19 oktober 1929 vond de officiële ingebruikname plaats van het ziekenhuis aan de Thialfweg. De capaciteit was 70 bedden. Op 22 februari 1938 werd de nieuwe oostelijke vleugel met 40 bedden geopend. Eigenlijk vonden er altijd uitbreidingen plaats: nieuwe keukengebouw (1954), kinderafdeling en interne afdeling (1956), röntgenafdeling (1958), polikliniek (1962). In de jaren zeventig een nieuw behandelhuis, zodat de capaciteit met 90 bedden toenam naar bijna 400 bedden. In de jaren tachtig volgde nieuwbouw van een psychiatrisch-neurologische afdeling en een poliklinisch centrum. Begin 21e eeuw vindt er grote nieuwbouw plaats. De nieuwbouw is voltooid in 2008. Sinds 1 januari 2012 is de Tjongerschans onderdeel van Zorgpartners Friesland en valt daarmee onder dezelfde moederorganisatie als Medisch Centrum Leeuwarden (MCL).

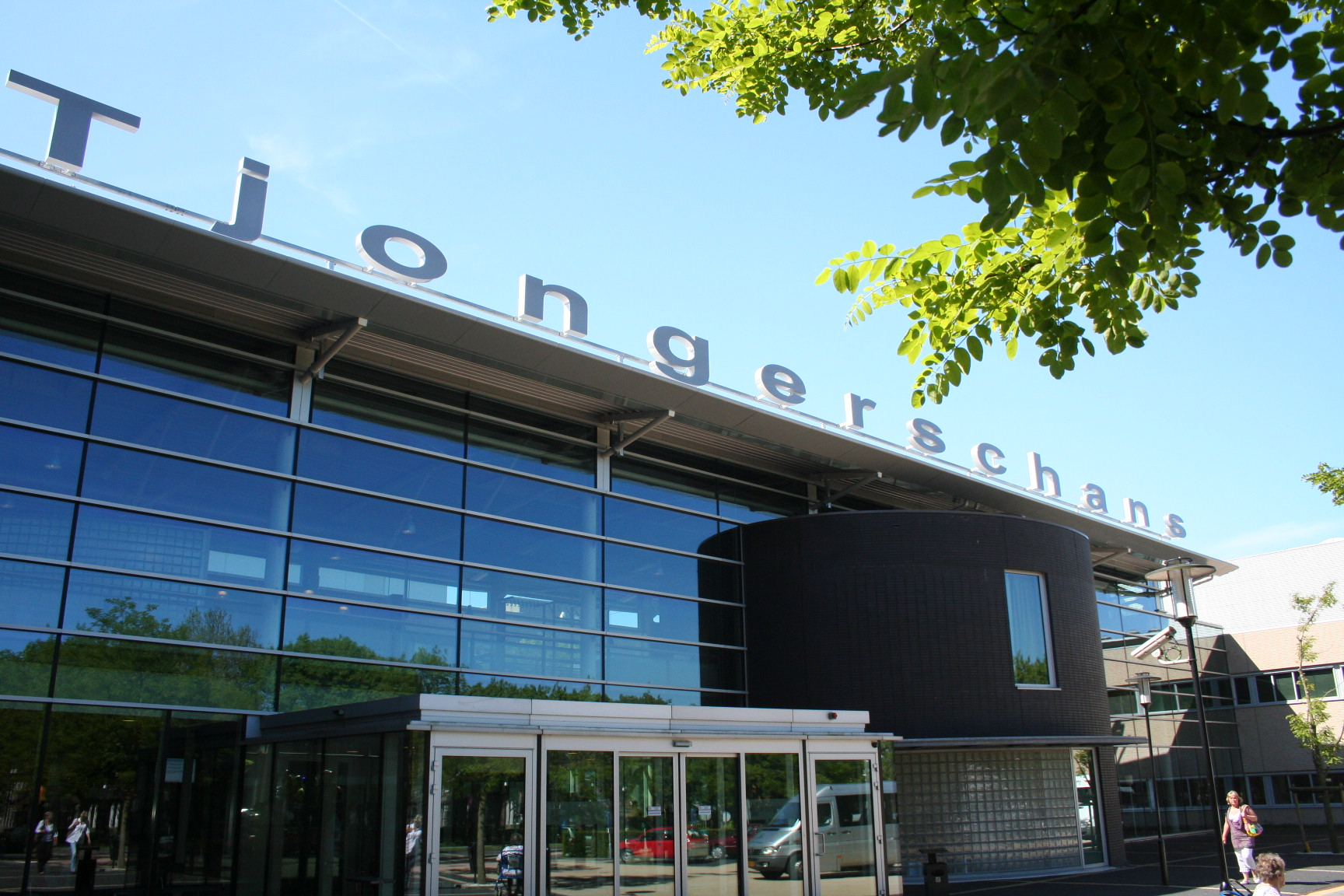
Voorterrein van het ziekenhuis

## Naamgeving
Rond 1300 bestond Heerenveen nog niet, wel de plaats "Schooten", het huidige Oudeschoot. Hier werd door de Duitse Orde een klooster met een hospitaalfunctie gesticht. Kort na de Reformatie van 1580 werd dit klooster vervangen door een schans om de oversteekplaats van de Tjonger te beschermen tegen de Spanjaarden. Opvallend detail is dat Heerenveen toen nog Schoteruiterburen genoemd werd, wat duidelijk aangeeft hoe belangrijk Oudeschoot toen was. De naam van het ziekenhuis verwijst naar het verdwenen militaire verdedigingswerk.

## Fusie
Op 1 januari 2025 fuseerde Tjongerschans met het Medisch Centrum Leeuwarden. Het fusieziekenhuis Frisius MC is genoemd naar de Friese geleerde Gemma Frisius.